# یواس‌اس پاکانا (ای‌تی‌اف-۱۰۸)
یواس‌اس پاکانا (ای‌تی‌اف-۱۰۸) (به انگلیسی: USS Pakana (ATF-108)) یک کشتی بود که طول آن ۲۰۵ فوت ۰ اینچ (۶۲٫۴۸ متر) بود. این کشتی در سال ۱۹۴۳ ساخته شد.